# Francisco Ramón Vicuña Larraín
Francisco Ramón Vicuña y Larraín (Santiago, 1775-Santiago, 13 de enero de 1849) fue un militar y político chileno que ejerció brevemente la vicepresidencia de la República en 1829.

## Vida
Fue hijo de Francisco de Vicuña e Hidalgo y de María del Carmen de Larraín y Salas, miembro del Clan de los Ochocientos. Contrajo matrimonio con Mariana de Aguirre y Boza de Lima, hija de los Marqueses de Montepío.

## Vida pública
Participó de la Independencia, organizando la primera fábrica de fusiles del país y formando parte del congreso constituyente de 1811. Acusado de conspirar contra los hermanos Carrera, es encarcelado y desterrado. 
Vuelve al país después de la victoria de Chacabuco en 1817, siendo nombrado delegado del gobierno en las provincias del norte, por el Director Supremo Bernardo O'Higgins. A su regreso a Santiago fue nombrado regidor de la municipalidad.
En 1818, después de la Sorpresa de Cancha Rayada, se incorporó al ejército con el grado de coronel, pero no pudo participar de la Batalla de Maipú por estar resguardando el puente de Pirque.
En 1823 fue elegido miembro del congreso constituyente y Presidente de la comisión de Constitución, preconizando la idea federalista proclamada por el periodista José Miguel Infante.
En 1829, siendo presidente del senado, ejerció provisionalmente dos veces el cargo de vicepresidente de la República.
Dejó el poder con motivo de la victoria conservadora en la Revolución de 1829 y sus problemas de salud. Se retiró a la vida privada y falleció en Santiago, el 13 de enero de 1849.